# Albinia buccalis
Albinia buccalis là một loài ruồi trong họ Tachinidae.